# Ángel Bossio
Ángel Bossio (5 mai 1905 – 31 août 1978) est un footballeur argentin qui évoluait au poste de gardien de but.

## Carrière
Il commença sa carrière au Talleres (RE) dans les années 1920, avant de rejoindre River Plate en 1931.
Entre 1927 et 1935, Bossio fut sélectionné à 21 reprises en équipe d'Argentine. Il fut finaliste du tournoi de football lors des Jeux olympiques d'été de 1928, puis finaliste de la Coupe du monde 1930. Durant le tournoi, Bossio disputa les trois matches du premier tour avant de céder sa place à Juan Botasso à partir de la demi-finale.